# フェイルオーバー
フェイルオーバー（英語: failover）は、現用系コンピュータサーバ/システム/ネットワークで異常事態が発生したとき、自動的に冗長な待機系コンピュータサーバ/システム/ネットワークに切り換える機能を意味する。これに対して、何らかの異常を察知して、人間が手動で切り替えを行うことをスイッチオーバーという。
システム設計において、高い可用性と信頼性が要求される場合、フェイルオーバー機能を組み込むのが一般的である。場合によっては、自動的なフェイルオーバーが好ましくないこともあり、その場合は必ず人間が介在してフェイルオーバーを行う。この場合、人間は単に承認を与えるだけで、フェイルオーバー処理自体は自動的に行われる。
ハードウェアとしてのファイアウォールのフェイルオーバーは、特に「ステートフルフェイルオーバー」と言う。ステートフルフェイルオーバーは、障害発生時に主系のファイアウォールが保持しているコネクションの状態を、副系のファイアウォールに引き継ぐ機能である。冗長化を構成する2台のファイアウォール同士は、フェールオーバーケーブルで結ばれている。このフェールオーバーケーブルには、専用ケーブル、またはLANケーブルを使用する。
フェイルバック（英語: failback）または切り戻しとは、逆に、フェイルオーバーによって切り換えられたサーバ/システム/ネットワークを障害発生前の元の状態に戻す処理を意味する。